# Aiguille Pers
L'Aiguille Pers (3.386 m s.l.m.) è una montagna delle Alpi di Lanzo e dell'Alta Moriana nelle Alpi Graie. Si trova in territorio francese tra il colle dell'Iseran e la montagna Grande Aiguille Rousse.
Si può salire sulla montagna partendo dal colle dell'Iseran. Si raggiunge il Col Pers 3.009 m e successivamente, seguendo l'ampia cresta ovest, si arriva prima alla Pointe Pers 3.317 e infine sulla vetta, contraddistinta da un monumentale ometto di pietre.